# Ema (Shinto)
Ema (絵馬, letterlijk "paard-afbeelding") zijn kleine houten tabletten die in Japan gebruikt worden door aanhangers van het shintoïsme en het boeddhisme. Op de tabletten worden gebeden of wensen geschreven. De ema worden opgehangen en achtergelaten bij een shintoïstische schrijn, waar de Kami (geesten) ze kunnen lezen.

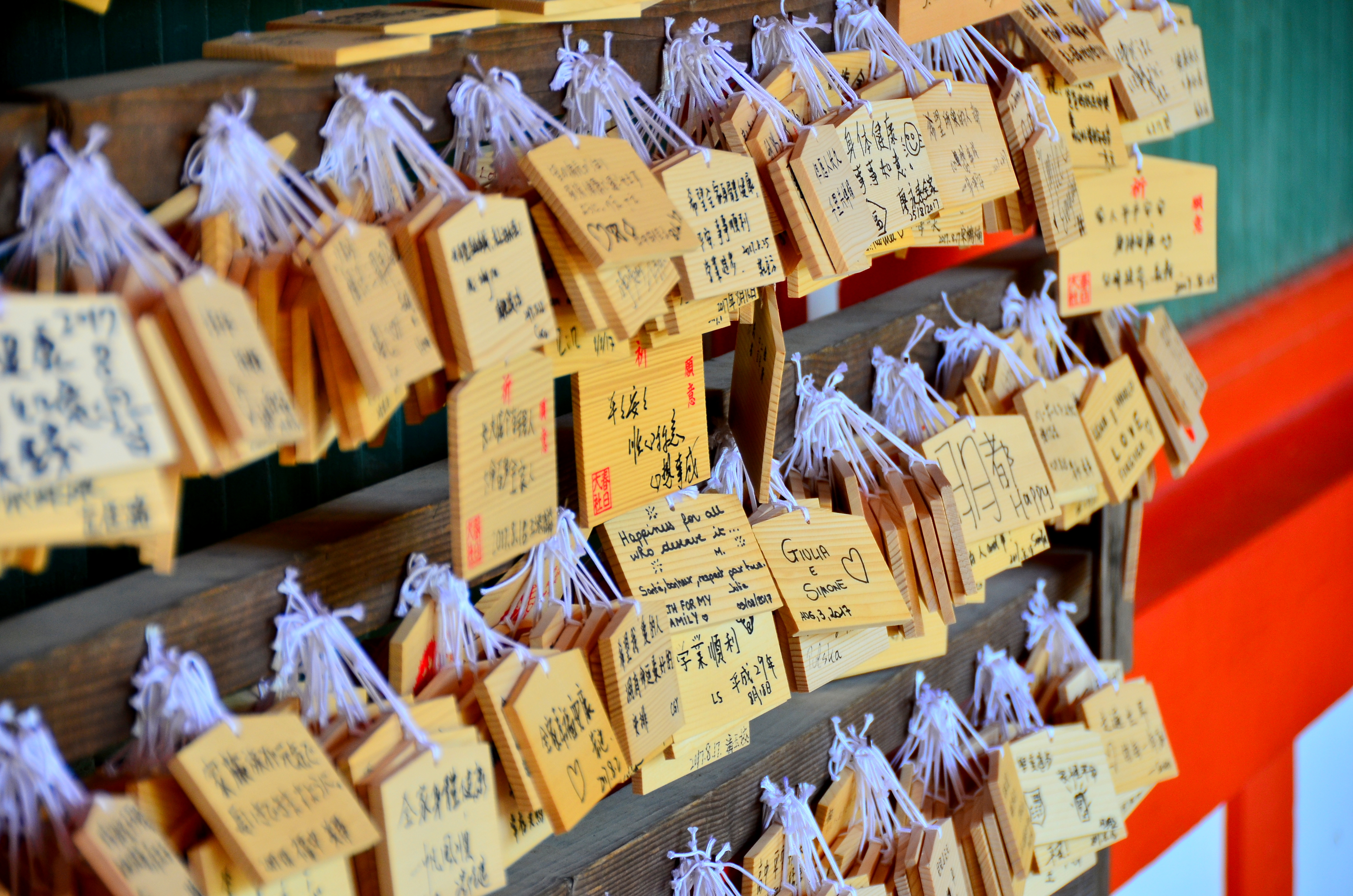
Ema bij de Kasuga-taisha schrijn in Nara

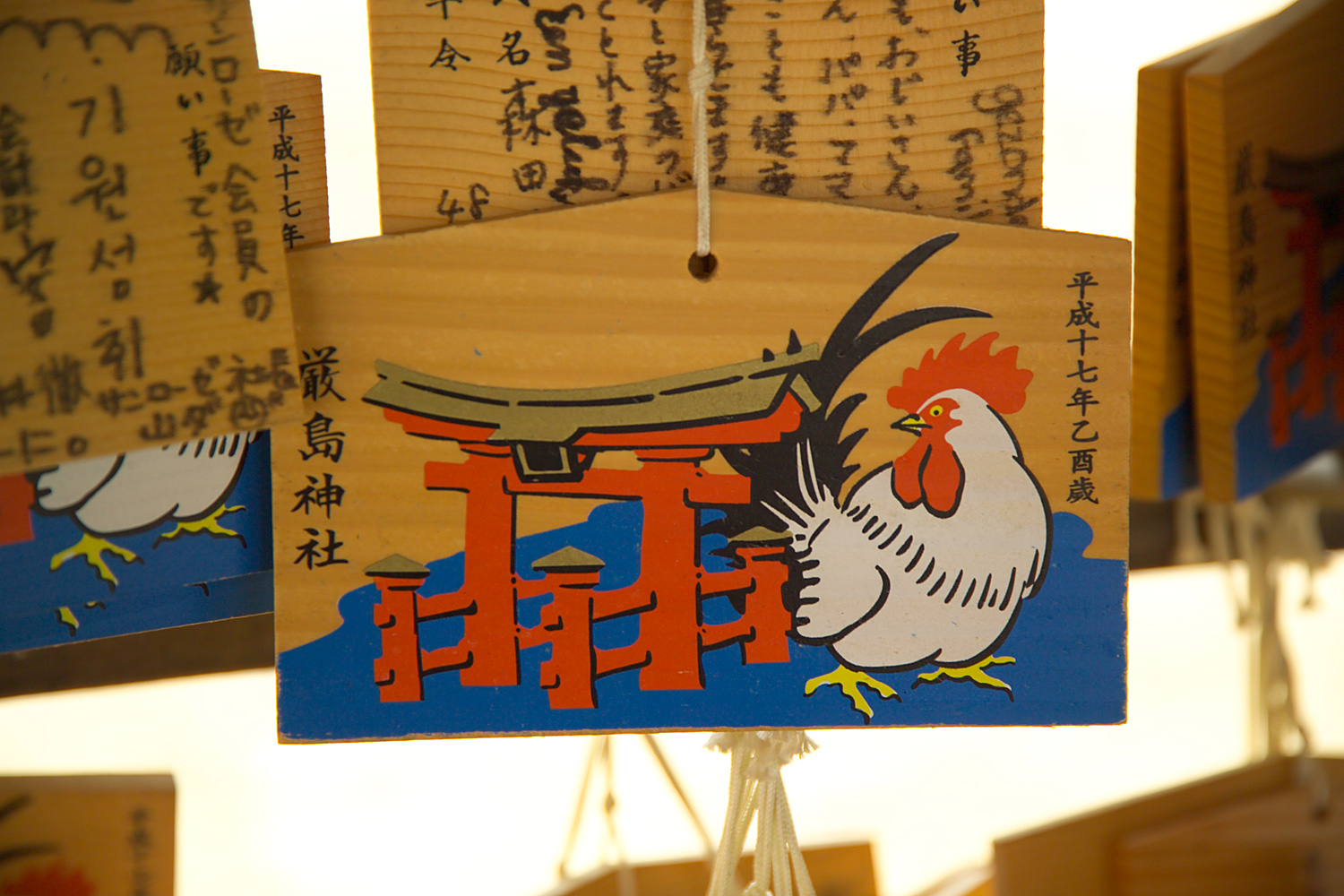
Ema bij de Itsukushima schrijn

De afmeting is gewoonlijk 9x15 centimeter en vaak staat er een afbeelding op van een dier, of het tablet heeft de vorm van een dier. Ook kan er een symbool van de dierenriem, Shinto of van een bepaalde tempel of schrijn op staan.
Bij speciale gelegenheden worden de ema, die in de voorbije periode bij de schrijn zijn opgehangen, ritueel verbrand als symbool dat de schrijver van de wens ervan is bevrijd.

## Geschiedenis
In vroeger tijden werden paarden gedoneerd aan de schrijnen teneinde gunsten te verkrijgen. Geleidelijk werd dit vervangen door een plaquette met een afbeelding van een paard, daarna ook met andere afbeeldingen. In de vroege shinto-tradities van Japan werden paarden gezien als brengers van boodschappen van de Kami, en als overbrengers van verzoeken bij droogte of hongersnood. Paarden waren erg duur, er zijn beelden van klei of hout gevonden die teruggaan tot de Nara-periode. De vroegste tekst waarin sprake is van de substitutie van het paard door een afbeelding is te vinden in de Honcho bunsui uit het jaar 1013, waar drie papieren paarden worden geofferd bij de Kitano Tenjin-schrijn. Tijdens de Kamakura periode ging de gewoonte ook deel uitmaken van boeddhistische praktijken, zoals te zien is op geschilderde rollen in boeddhistische tempels.
Kunstenaars in de 17e en 18e eeuw, zoals Hokusai, begonnen ema in eigen stijlen te maken, het werd deels professioneel handwerk. Tegenwoordig worden ze meestal door of nabij een tempel of schrijn gemaakt.

## Symbolen

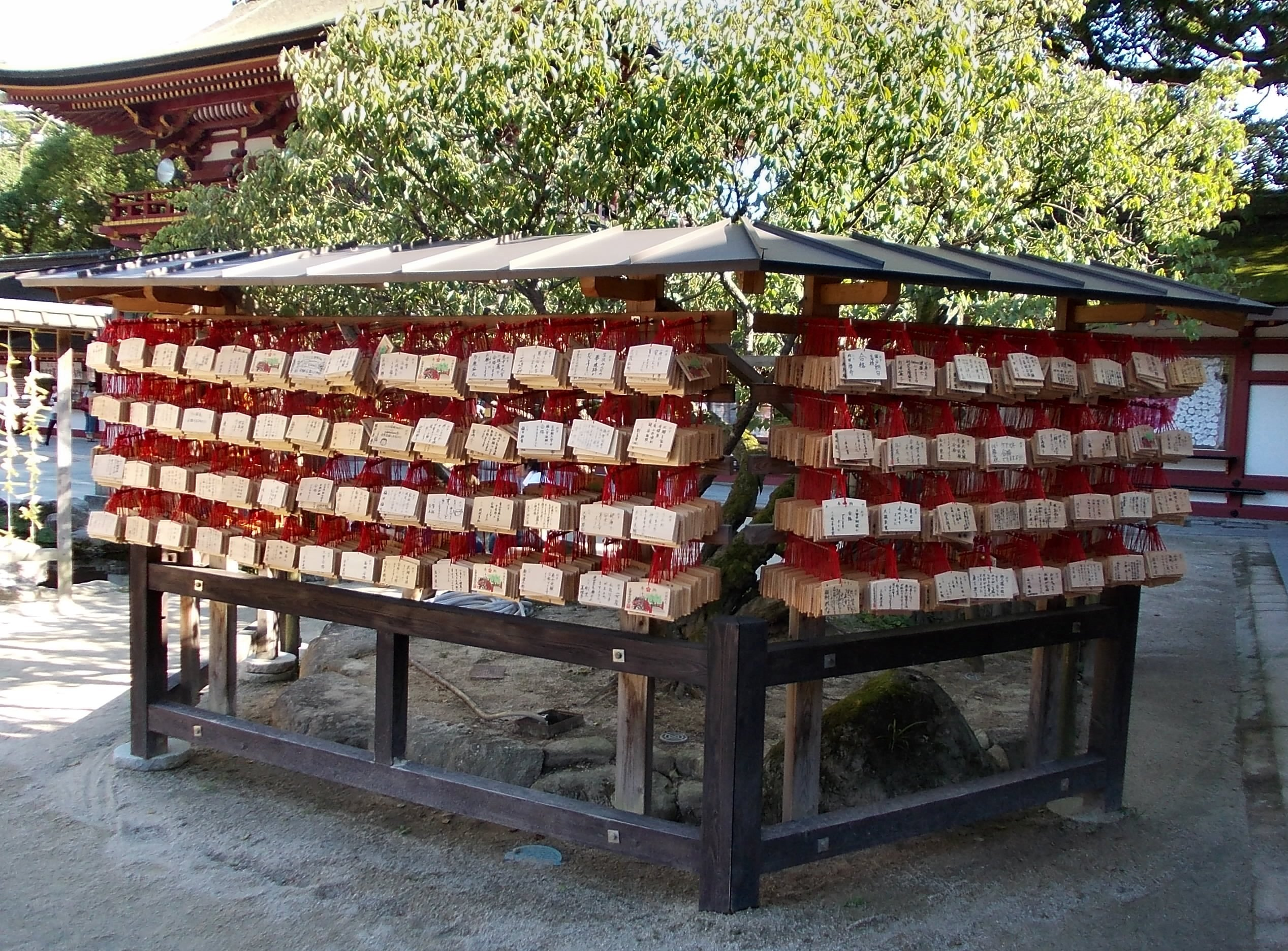
Ema uitgestald bij de Dazaifu Tenmangu-schrijn in de shrine in Fukuoka Prefectuur

Op de ema kunnen godheden zijn afgebeeld zoals Kannon en Jizu, maar ook andere icoon-achtige tekeningen afhankelijk van hun doel. Bijvoorbeeld fallussymbolen of borsten bij een gebed om vruchtbaarheid, of sandalen om te worden genezen van een voetkwaal. Het gebruik van een tekst heeft bij de toename van het alfabetisme in de 19e en 20e eeuw, geleidelijk de overdreven veelheid aan symbolen vervangen.

## Functie
De ema is een middel om wensen aan priesters en de Kami door te geven. Het openbare karakter van de ema, zichtbaar en leesbaar bij de schrijnen tot ze worden verbrand, dient de sociale functie: het toont aan de gemeenschap dat iemand een wens heeft. Soms worden de wensen niet verbrand, maar weer uit de schrijn meegenomen en thuis opgehangen.